# High Halden
High Halden è un villaggio e parrocchia civile dell'Inghilterra, appartenente alla contea del Kent.